# Jazzviolist
Een jazzviolist is een violist die de viool bespeelt op 'jazzwijze'. De viool is een van de minder bekende instrumenten binnen de jazz. Zeker in het begin van de jazz werd de viool nog wel gebruikt, maar later kon de viool vooral qua volume niet meer tegen de nieuwe jazzinstrumenten op, zoals drums en de saxofoon.
Toen het mogelijk werd de viool via een element en een versterker te gebruiken, was Stuff Smith een van de eerste mensen die op een versterkte viool speelde. Jean-Luc Ponty voerde dit nog verder door en gebruikte zelfs gitaareffecten waardoor zijn geluid totaal anders werd.

## Bekende jazzviolisten
- Svend Asmussen
- Jeffrey Bruinsma
- Benny Behr
- Adam Baldych
- Regina Carter
- Stéphane Grappelli
- Oene van Geel
- Nigel Kennedy
- Tim Kliphuis
- Tcha Limberger
- Didier Lockwood
- Ray Nance
- Jean-Luc Ponty
- Frans Poptie
- Hady Mouallem
- Sem Nijveen
- Zbigniew Seifert
- Stuff Smith
- Jelle van Tongeren
- Joe Venuti

## Bekende albums met jazzviool
- Violin Summit (Grappelli, Asmussen, Smith en Ponty), MPS 1966
- Venupelli Blues (Grappelli en Venuti)
- Two of a kind (Grappelli en Asmussen)
- Duke Ellingtons jazz violin session (Grappelli, Nance en Asmussen)